# Joseph Priestley
Joseph Priestley, född 24 mars (13 mars enl. g.s.) 1733 i Birstall i nuvarande West Yorkshire, död 6 februari 1804 i Northumberland i Northumberland County, Pennsylvania, var en engelsk filosof, kemist och frikyrkopastor. Han var medlem i Lunar Society.

## Biografi
Den 1 augusti 1774 upptäckte Priestley grundämnet syre, och blev 1775 den förste att publicera upptäckten. Den svenske kemisten Carl Wilhelm Scheele hade gjort samma upptäckt något år tidigare, men publicerade inte sina rön förrän 1777, varför Priestley vanligen ges äran av att vara först med upptäckten.
Trots upptäckten av syret förstod Priestley aldrig förbränningsprocessen utan var tvärtom fram till sin död en av de ivrigaste anhängarna av flogistonteorin. Trots detta kom Priestley utan att förstå innebörden att beskriva syrets kretslopp inom den organiska världen.
Förutom upptäckten av syre påvisade Priestley många andra vattenlösliga gaser, t. ex. klorväte, svaveldioxid, koldioxid, ammoniak och lustgas. Han studerade också hur luft "renades" av växter och hur denna process påverkades av solljus. Därigenom bidrog han till upptäckten av fotosyntesen.
Bland hans naturvetenskapliga skrifter märks History and present state of electricity (1767) och Experiments and observation on different kinds of air (6 band, 1779–1786).
Priestley invaldes 1774 som utländsk ledamot nummer 91 av Kungliga Vetenskapsakademien. Han hade erhållit Copleymedaljen 1772.
Priestley var unitarier och tvingades på grund av religiösa oroligheter i Birmingham 1794 att lämna Storbritannien och fly till USA med sin familj och levde där resten av sitt liv. Här blev han en av de första ledarna för den amerikanska unitarismen. Priestley bekämpade de kyrkliga treenighets- och kristologiska dogmerna och ansåg den kristna kyrkans utveckling som ett avfall från urkristendomen, beskriven i A history of the corruption of Christianity (2 band, 1782). Som filosof företrädde han en psykologisk materialism, som härledde själslivet ur nervfunktionerna och betraktade psykologin som en del av fysiologin. Däremot bekämpade han all metafysisk materialism och ansåg, att världens fulländade mekanism tydde på en högsta intelligens som dess upphov. Priestleys självbiografi, Memoirs utkom i två band 1806–1807.

## Utmärkelser
Asteroiden 5577 Priestley är uppkallad efter honom.